# Ian Hill
Ian Hill (West Bromwich; 20 de enero de 1951) es un músico británico conocido mundialmente por ser miembro de la banda heavy metal Judas Priest.
Ian fue uno de los fundadores de la banda junto a K.K. Downing y el vocalista Al Atkins en 1970 en la ciudad de Birmingham, desde entonces se ha mantenido en la banda sin dejar de participar en ni un solo álbum de Judas Priest.
Uno de los bajistas más conocidos y apreciados dentro del mundo del heavy metal, juntamente con otros bajistas de la época como Geezer Butler de Black Sabbath, con Steve Harris de Iron Maiden, con Cliff Williams de AC/DC o con Cliff Burton de Metallica.
Fue el responsable directo de la llegada del vocalista Rob Halford a Judas Priest en 1973 cuando Al Atkins dejó la banda.

## Biografía
Hill aprendió a tocar el bajo gracias a su padre que era un bajista que tocaba en clubes de Jazz. Su padre murió cuando tan solo tenía 15 años, pero su contribución a Hill fue la base que tuvo para los años siguientes. En 1969, junto a su compañero de clase K. K. Downing, formarían a la banda que se convirtió en pionera del Heavy Metal, Judas Priest. Desde entonces ha tocado el bajo con la banda, y es el único miembro que permaneció en todas las etapas de la banda desde la salida de Downing en 2011.
Hill es bien conocido por su trabajo sólido y melódico a la hora de tocar el bajo, lo que le sirvió para complementarse con el dúo de guitarristas K. K. Downing, Glenn Tipton y Rob Halford en voz. Durante los primeros años de la banda, tocaba el bajo con la técnica de finger picking, sin embargo al poco tiempo, empezó a tocar con púa, lo que le añade ataque a las canciones. En raras ocasiones, él usa sus dedos al tocar.
Hill es el principal responsable de haber traído a Rob Halford en Judas Priest. Los dos se conocieron cuando Ian estaba saliendo con la hermana de Halford y le mencionó que necesitaban un nuevo vocalista para su banda. Halford aceptó, dejando su anterior banda, Hiroshima, y con él trajeron a John Hinch, sin embargo sería despedido al poco tiempo debido a su poca habilidad musical, según los miembros de la banda.

## Equipamiento Musical
En los primeros años de Judas Priest, Hill usaba un Fender Jazz Bass modelo de los 70. Desde la década de los 80, Hill ha tocado con bajos Spector. Spector actualmente produce modelos signature de Ian Hill, basados en Hill NS-2 signature y vienen con un mástil más estrecho, el cual tiene la opción de una afinación en sus cuatro cuerdas de B-E-A-D.
Hill ha usado un sinfín de amplificadores a lo largo de su carrera. Ha estado usando un SWR desde la década de los 90. Su actual amplificador consiste de dos SWR SM1500 y cuatro SWR TRIAD. Durante la grabación de Jugulator y Demolition, Hill usó un bajo Spector de 5 cuerdas, para acceder a los bajos registros de afinación que necesitaba debido a la los tonos que ocuparon tanto Tipton como Downing.

## Vida personal
Hill se casó con la hermana de Rob Halford, Sue, en 1976; sin embargo, el matrimonio no funcionó, y en 1984 se divorciaron. Ambos tuvieron un hijo, Alex, quién nació en 1980. Hill vivía en Florida mientras estaba casado con su segunda esposa, Letitia. Ambos tuvieron una hija con el mismo nombre. Ian se volvió a divorciar de su esposa. No obstante, en 1999 conocería a su actual pareja y se casaron en 2006.
En la actualidad, vive en Staffordshire, Inglaterra.
En una entrevista en la revista PopMatters, a Hill le preguntaron qué le había parecido la película Rockstar, de 2001, la cual se había inspirado en la historia real de Tim ''Riper" Owens, cantante de una banda tributo de Judas Priest, quien había sido elegido para reemplazar a Rob Halford tras dejar éste la banda. Hill respondió entonces: ''Bueno, fue un trabajo verdadero de ficción, ¿Sabe? Cuando nosotros escuchamos que la compañía discográfica iba a hacer una película basada, tan pronto como supimos, sobre Ripper uniéndose a la banda, le ofrecimos nuestra ayuda. Nosotros le dijimos, "si hay algo que quieras saber, hablanos en el momento. Y ciertamente nuestra comunicación se corto y eso fue lo que pasó''. Hill añadió ''Quiero decir, disfruté en parte la película. [Risas] fue entretenida, ¿Sabés? Con sus dichos, Hill afirmó que ''no tenía nada que ver con Rob Halford, Ripper Owens y Judas Priest. No tiene nada que ver con eso, en absoluto. Fue ficción, aparte del hecho de que 'Local Boy te hace bien'? Ese fue el único aspecto verdadero de la película, Ian fue conciso y añadió, ''La vi una vez, no tengo la necesidad de verla de nuevo por el momento. [Risas]''
Ian es un reconocido hincha del club West Bromwich Albion F.C.

## Discografía
- Rocka Rolla (1974)
- Sad Wings of Destiny (1976)
- Sin After Sin (1977)
- Stained Class (1978)
- Killing Machine/Hell Bent for Leather (1978/1979)
- British Steel (1980)
- Point of Entry (1981)
- Screaming for Vengeance (1982)
- Defenders of the Faith (1984)
- Turbo (1986)
- Ram It Down (1988)
- Painkiller (1990)
- Jugulator (1997)
- Demolition (2001)
- Angel of Retribution (2005)
- Nostradamus (2008)
- Redeemer of Souls (2014)
- Firepower (2018)